# Un lopin de terre
Un lopin de terre (Talpalatnyi föld) est un film hongrois, réalisé en 1948 par Frigyes Bán.

## Synopsis
Une jeune fille a été mariée, sans amour, à un paysan fortuné. Le soir des noces, son amant réussit à l'enlever. Le mari accepte le divorce, à condition que le nouveau couple lui verse une forte somme...

## Fiche technique
- Titre original : Talpalatnyi föld
- Titre français : Un lopin de terre
- Réalisation : Frigyes Bán
- Scénario : Sándor Dallos, d'après le roman de Pál Szabó.
- Photographie : Árpád Makay, noir et blanc
- Musique : Sándor Veress
- Montage : Félix Máriássy
- Direction artistique : Ferenc Hont
- Production : Jenő Katona
- Durée : 97 minutes
- Pays d'origine :  Hongrie
- Année de réalisation : 1948
- Genre : Film dramatique

## Distribution
- Ági Mészáros : Juhos Marika
- Ádám Szirtes : Góz Jóska
- István Egri : Zsiros Tóth Ferke
- Tibor Molnár : Tarcali Jani
- János Görbe
- László Bánhidi : András Szilasi

## Commentaire
- Puisant son inspiration dans la vie rurale, Un lopin de terre, premier long métrage de l'industrie cinématographique hongroise nationalisée (mars 1948), devait être tourné initialement par István Szőts. Or, celui-ci, réfractaire aux normes réalistes socialistes en vigueur, refusa de poursuivre la réalisation du film. Rappelons, en outre, qu'un an auparavant, son film La Chanson des champs de blé (1947) fut interdit de diffusion, au prétexte qu'il était "idéologiquement erroné", condamnant « le plus talentueux des cinéastes hongrois à l'anonymat et à la stérilité. » (Mira et Antonin Liehm in : Les cinémas de l'Est de 1945 à nos jours, Les Éditions du Cerf)
- La réalisation du film échut donc à Frigyes Bán, « cinéaste plus prolifique que doué », qui ne possède pas le « talent de Szőts » et qui ne réussit pas à créer « une suite crédible aux Hommes de la montagne. » (M. et A. Liehm, op.cité)
- « Il reste qu' Un lopin de terre, sa meilleure réalisation, est un bon film réaliste, qui doit une part de sa réussite au travail des collaborateurs de Bán, le chef-opérateur Árpád Makay, le cadreur György Illés, le monteur Félix Máriássy (également réalisateur) et le premier assistant, futur cinéaste, Károly Makk. » (M. et A. Liehm, op.cité)
- « (...) Un lopin de terre n'est pas seulement l'histoire classique de la lutte des pauvres contre les riches, mais est parsemé d'images poétiques de la vie à la campagne et rempli, en dehors du couple central, d'autres personnages bien développés. Bien que le film oscille constamment entre le mélodrame et un réalisme social schématique, Bán a préservé l'intégrité des deux personnages principaux, et celle de l'œuvre entière. » (M. et A. Liehm, op. cité) C'est l'un des meilleurs films d'une période au cours de laquelle le cinéma hongrois devint « inéluctablement l'illustration fidèle de l'esthétique stalinienne. » (M. et A. Liehm, op.cité)
- Le film suivant de Frigyes Bán, Terres libérées (Felszabadult föld), réalisé en 1950, confirme cette tendance en suivant fidèlement les consignes officielles.